# Primorskij rajon (Oblast' di Arcangelo)
Il distretto di Primorsk in russo Приморский район?  è un rajon (distretto russo) dell'Oblast' di Arcangelo, in Russia.
Il centro amministrativo, nonché il capoluogo e la città più popolosa dell'oblast', è la città di Arcangelo, con circa 350 000 abitanti.

## Città
- Bas'kovo (797 ab.)
- Boznesen'e (1165 ab.)
- Bol'šoe Anisimovo (2385 ab.)
- Arcangelo (366.051 ab.)
- Verchnjaja Zolotica (326 ab.)
- Katunino (4329 ab.)
- Bobrovo (1735 ab.)
- Lastola (648 ab.)
- Letnjaja Zolotica (264 ab.)
- Okulovo (2333 ab.)
- Lopšen'ga (404 ab.)
- Chor'kovo (1450 ab.)
- Patrakeevka (380 ab.)
- Petrominsk (550 ab.)
- Povrakul'skaja (615 ab.)
- Rikasicha (2734 ab.)
- Odinočka (677 ab.)
- Talagi (2710 ab.)
- Uemskij (3698 ab.)
- Soloveckij (900 ab.)